# Milcza (sielsowiet Dołhinów)
Milcza (biał. Мільча; ros. Мильча) – dawna kolonia. Tereny, na których leżała, znajdują się obecnie na Białorusi, w obwodzie mińskim, w rejonie wilejskim, w sielsowiecie Dołhinów.

## Historia
W czasach zaborów w powiecie wilejskim, w guberni wileńskiej Imperium Rosyjskiego.
W latach 1921–1945 folwark a następnie kolonia leżała w Polsce, w województwie wileńskim, w powiecie wilejskim, w gminie Dołhinów.
Według Powszechnego Spisu Ludności z 1921 roku zamieszkiwało tu 65 osób, 32 było wyznania rzymskokatolickiego, 29 prawosławnego a 4 mojżeszowego. Jednocześnie 40 mieszkańców zadeklarowało polską, 25 białoruską przynależność narodową. Było tu 11 budynków mieszkalnych. W 1931 w 80 domach zamieszkiwało 60 osób.
Wierni należeli do parafii rzymskokatolickiej w Dołhinowie i miejscowej prawosławnej. Miejscowość podlegała pod Sąd Grodzki w Dołhinowie i Okręgowy w Wilnie; właściwy urząd pocztowy mieścił się w Dołhinowie.
W okresie międzywojennym umiejscowiona była tu strażnica KOP „Milcza”. W 1932 roku obsada strażnicy zakwaterowana była w budynku KOP.
W wyniku napaści ZSRR na Polskę we wrześniu 1939 miejscowość znalazła się pod okupacją sowiecką. 2 listopada została włączona do Białoruskiej SRR. Od czerwca 1941 roku pod okupacją niemiecką. W 1944 miejscowość została ponownie zajęta przez wojska sowieckie i włączona do Białoruskiej SRR.